# Andromma aethiopicum
Andromma aethiopicum is een spinnensoort in de taxonomische indeling van de bodemzakspinnen (Liocranidae). De spin leeft op de bodem en maakt geen web. Het dier behoort tot het geslacht Andromma. De wetenschappelijke naam van de soort werd voor het eerst geldig gepubliceerd in 1893 door Simon.